# Чжао-цзун
Чжао-цзун (кит. 昭宗; 31 марта 867 — 22 сентября 904) — 22-й император китайской империи Тан, правивший в 888—904 годах.
Родился 31 марта 867 года в семье императора И-цзуна. При рождении получил имя Ли Цзе. В 872 году стал князем Шоу. во время восстания Хуан Чао в 878—882 годах вместе с двором оставил Чанъань. Впоследствии император Си-цзун объявил Ли Цзе наследником трона. После смерти Си-цзуна в 888 году Ли Цзе сменил имя на Ли Мин и взошёл на трон под именем Чжао-цзуна.
Через некоторое время после получения власти он снова изменил своё имя на Ли Е. Главной задачей поставил себе уменьшение влияния военных губернаторов (цзедуши). Для этого в 888 году начал военную кампанию против клана Чэнь, решив в то же время избавиться от Ли Гоюня, вождя племени шато, который помог предыдущему императору вернуть себе власть. Кампания против него, которая велась в 890—891 годах, однако, оказалась неудачной. Чжао-цзуну, кроме того, не удалось одолеть наиболее влиятельных цзедуши; противостояние с ними продолжались до 895 года. Начиная с 896 года император фактически уже не контролировал большую часть империи: цзедуши, прикрываясь именем императора, воевали друг с другом. Они также помогали подавлять многочисленные восстания представителей клана Ли против императора.
Наконец, влияние императора уменьшилось до центральных областей страны. В центральном правительстве хозяйничали евнухи, армия разваливалась, хотя в 903 году императору удалось нанести придворной группировке евнухов серьёзное поражение. Однако влиятельный чиновник Чжу Вэнь организовал заговор против Чжао-цзуна, в результате которой тот был убит 22 сентября 904 года.